# Двадесет и седми конгрес на Македонската патриотична организация
Двадесет и седмият конгрес на Македонските политически организации (МПО) се провежда между 5 и 7 септември 1948 година в Синсинати, Охайо, САЩ. Гласувана е петиция до главния секретар на ООН Тригви Лий. В нея се застъпва тезата, че Македония трябва да е независима държава. ЦК на МПО разпространява тази петиция сред американската общественост.